# Аптека-музей (Львов)

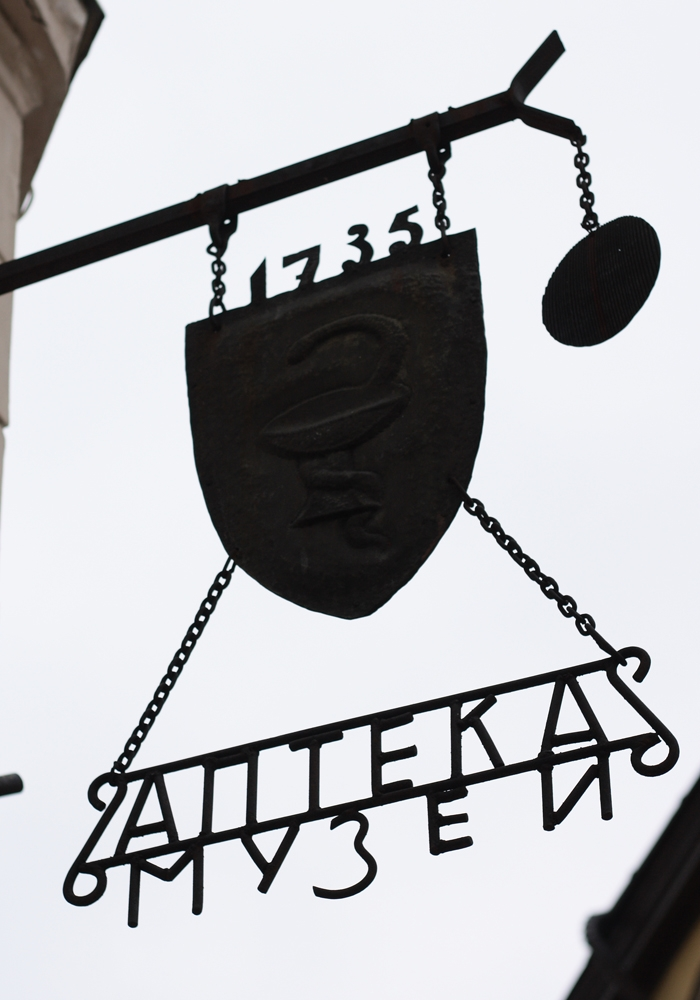
Аптека-музей

Апте́ка-музе́й — государственный музей во Львове (Украина). Адрес: улица Друкарская, 2.
Музей истории фармации был открыт в 1966 году на базе старинной аптеки. Аптека осталась действующей и продолжает производить так называемое «Железное вино» (сахарат железа, употребляемый при железодефицитной анемии).
Аптека-музей расположена на площади Рынок в угловом доме, которым начинаются улицы Друкарская и Ставропигийская. Аптека в этом здании была основана в 1735 году военным фармацевтом магистром Наторпом и носила название «Под чёрным орлом».

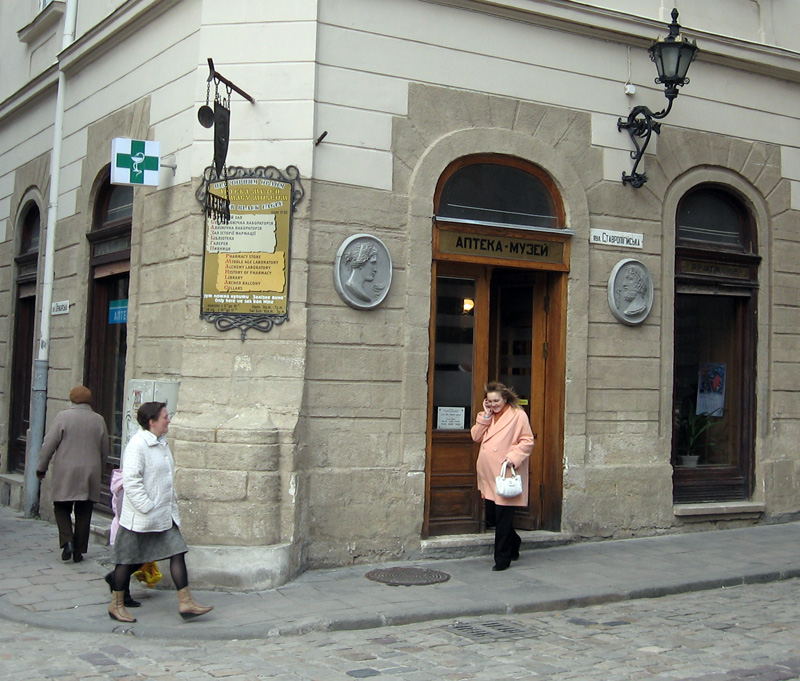
Аптека-музей

Экспозиция музея представлена более чем тремя тысячами экспонатов в 16 залах общей площадью 700 кв.м. В торговом зале наиболее интересным экспонатом являются фармацевтические весы. Во втором зале ранее была комната, где хранились запасы медикаментов, теперь здесь выставлена коллекция посуды для хранения медикаментов, часть аптечного оборудования разных эпох, старые патентованные лекарства. Интерьер третьего зала воссоздает старинную аптечную лабораторию. Экспозиция продолжена во флигеле, построенном на рубеже XV и XVI веков. В нём разместились алхимическая лаборатория, которая воспроизведена по старинным картинам и гравюрам, а также библиотека, которая насчитывает свыше 3 тысяч книг. В старых аптечных подвалах восстановлены интерьеры начала XVIII века, а во внутреннем дворике реконструирован вид жилого дома зажиточного мещанина XVI—XVII веков.